# Веніславський Микола Олександрович
Микола Олександрович Веніславський (нар. 28 жовтня 1930, с. Рясники — 4 червня 2006, м. Тернопіль) — український актор, балетмейстер, фотохудожник. Чоловік Марії Гонти.

## Життєпис
Микола Олександрович народився 1930 року, в селі Рясники Гощанського району Рівненської області, нині Україна.
Закінчив балетмейстерські курси при Київському театрі опери і балету (1954).
Працював у Рівнененському обласному музично-драматичному театрі (від 1951), від 1962 — актор Тернопільського обласного музично-драматичного театру (нині академічний обласний драматичний театр).

## Творчість
Як балетмейстер поставив танці до вистав «Весілля в Малинівці», «Кайдани порвіте» М. Левченка, «Вільний вітер», «Замулені джерела» М. Кропивницького та інші Створив фотолітопис театру, світлини роботи його опубліковані у ЗМІ.

### Ролі
- Яшка — «Весілля в Малинівці» Л. Юхвіда,
- Хома — «Вільний вітер» І. Дунаєвського,
- Виборний — «Наталка Полтавка» І. Котляревського,
- Шпак — «Силою не будеш милою» за п'єсою "Шельменко-денщик "Г. Квітки-Основ'яненка),
- Кайдаш — «Кайдашева сім'я» О. Корнієнка за І. Нечуєм-Левицьким.